# Contopus
Contopus – rodzaj ptaków z podrodziny wodopławików (Fluvicolinae) w obrębie rodziny tyrankowatych (Tyrannidae).

## Zasięg występowania
Rodzaj obejmuje gatunki występujące w Ameryce.

## Morfologia
Długość ciała 13–20 cm; masa ciała 12–37 g.

## Systematyka
Rodzaj zdefiniował w 1855 roku niemiecki ornitolog Jean Cabanis w artykule poświęconym wkładowi Gundlacha w ornitologię na Kubie, opublikowanym w czasopiśmie Journal für Ornithologie. Gatunkiem typowym jest (oryginalne oznaczenie) piwik leśny (C. virens).

### Etymologia
Contopus: gr. κοντος kontos ‘tyczka’; πους pous, ποδος podos ‘stopa’.

### Podział systematyczny
Do rodzaju należą następujące gatunki:
- Contopus cooperi (Nuttall, 1832) – piwik północny
- Contopus ochraceus P.L. Sclater & Salvin, 1869 – piwik płowy
- Contopus pertinax Cabanis & F. Heine Sr., 1860 – piwik ciemny
- Contopus lugubris Lawrence, 1865 – piwik żałobny
- Contopus fumigatus (d’Orbigny & Lafresnaye, 1837) – piwik szary
- Contopus virens (Linnaeus, 1766) – piwik leśny
- Contopus latirostris (J. Verreaux, 1866) – piwik antylski
- Contopus caribaeus (d’Orbigny, 1839) – piwik karaibski
- Contopus hispaniolensis (H. Bryant, 1867) – piwik hispaniolski
- Contopus pallidus (Gosse, 1847) – piwik jamajski
- Contopus punensis Lawrence, 1869 – piwik andyjski
- Contopus albogularis (Berlioz, 1962) – piwik białogardły
- Contopus nigrescens (P.L. Sclater & Salvin, 1880) – piwik czarniawy
- Contopus cinereus (von Spix, 1825) – piwik ubogi
- Contopus sordidulus P.L. Sclater, 1859 – piwik brunatny
- Contopus bogotensis (Bonaparte, 1850) – piwik popielaty